# Бен (Иран)
Бен (перс. بن‎) — город на юго-западе Ирана, в провинции Чехармехаль и Бахтиария. Входит в состав шахрестана Шехре-Корд.
На 2006 год население составляло 11 699 человек.

## География
Город находится на северо-востоке Чехармехаля и Бахтиарии, в горной местности центрального Загроса, на высоте 2379 метров над уровнем моря.
Бен расположен на расстоянии приблизительно 20 километров к северо-западу от Шехре-Корда, административного центра провинции и на расстоянии 330 километров к юго-западу от Тегерана, столицы страны.